# Josip Kvesić
Josip Kvesić (sinh 21 tháng 9 năm 1990) là một cầu thủ bóng đá Bosnia và Herzegovina thi đấu ở vị trí hậu vệ trái for Bosnian câu lạc bộ NK Široki Brijeg.

## Sự nghiệp câu lạc bộ
Josip Kvesić bắt đầu sự nghiệp bóng đá tại câu lạc bộ quê nhà NK Široki Brijeg. Năm 2008, Kvesić chuyển đến Slovakia, gia nhập MŠK Žilina.
Ngày 31 tháng 8 năm 2016, ngày cuối cùng của kì chuyển nhượng tại Prva HNL, Kvesić gia nhập HNK Hajduk Split và mang áo số 3, trước đó bị bỏ trống bởi Hrvoje Milić, người đã gia nhập ACF Fiorentina trước đó.